# Буди-Тшцинські
Буди-Тшцинські (пол. Budy Trzcińskie) — село в Польщі, у гміні Новий Кавенчин Скерневицького повіту Лодзинського воєводства.
Населення — 87 осіб (2011).
У 1975-1998 роках село належало до Скерневицького воєводства.

## Демографія
Демографічна структура станом на 31 березня 2011 року:
|          | Загалом | Допрацездатний вік | Працездатний вік | Постпрацездатний вік |
| -------- | ------- | ------------------ | ---------------- | -------------------- |
| Чоловіки | 46      | 6                  | 32               | 8                    |
| Жінки    | 41      | 7                  | 22               | 12                   |
| Разом    | 87      | 13                 | 54               | 20                   |